# Perrotia succina
Perrotia succina är en svampart som först beskrevs av William Phillips, och fick sitt nu gällande namn av Dennis 1962. Perrotia succina ingår i släktet Perrotia och familjen Hyaloscyphaceae.   Inga underarter finns listade i Catalogue of Life.